# Rukn-ad-Din Khurxah
Rukn-ad-Din Khurxah o Rukn-ud-Din Khwarxah (Rudbar, 1230-muntanyes Khangai, 1257) fou un imam ismaïlita nizarita, el darrer sobirà de l'estat ismaïlita d'Alamut (1255-1256). Fou fill i successor de Muhammad III d'Alamut (1221-1255) i el seu nom era al-Hàssan, tot i que fou conegut com a Khurxah.
Va pujar al tron quan el seu pare fou assassinat l'1 de desembre de 1255, després que els mongols ja haguessin aniquilat els nizaritres de Kumis i Kuhistan i fins i tot haguessin pres alguns castells de la rodalia d'Alamut. Aleshores Hulagu va emprendre una campanya final contra Alamut. Rukn-ad-Din va intentar negociar quan Hulagu va arribar a Pèrsia, l'abril del 1256, i va enviar el seu visir Xams-ad-Din Gilaki i alguns germans; Hulagu va exigir la submissió i el desmantellament de les fortaleses. Després d'un temps negociant, Hulagu va fer assaltar les fortaleses de Rudbar, començant per Maymundiz, on en aquell moment es trobava Rukn-ad-Din. El setge es va iniciar el 8 de novembre de 1256 i, després d'uns dies de combats, Rukn-ad-Din es va haver de rendir el 19 de novembre de 1256. Fou ben tractat pels mongols i va donar l'orde de rendició general als comandants ismaïlites de les fortaleses; fins a 40 castells es van rendir. Alamut va resistir fins al desembre de 1256, Lanbasar va resistir prop d'un any, fins al 1257, i Girdkuh va resistir fins al 1270. Alamut fou destruïda pels mongols.
Rukn-ad-Din va demanar permís per visitar el kagan Mongke a Karakorum, a Mongòlia, i se'l va autoritzar. Va marxar el 9 de març de 1257, però Mongke va refusar rebre'l i va ordenar una matança general d'ismaïlites. No se sap el dia exacte en què Rukn-ad-Din fou mort, però era a la primavera del 1257, quan suposadament tornaven cap a Pèrsia, foren massacrats per l'escorta mongola quan passaven per les muntanyes Khangai.